# Космодемьянский, Александр Анатольевич

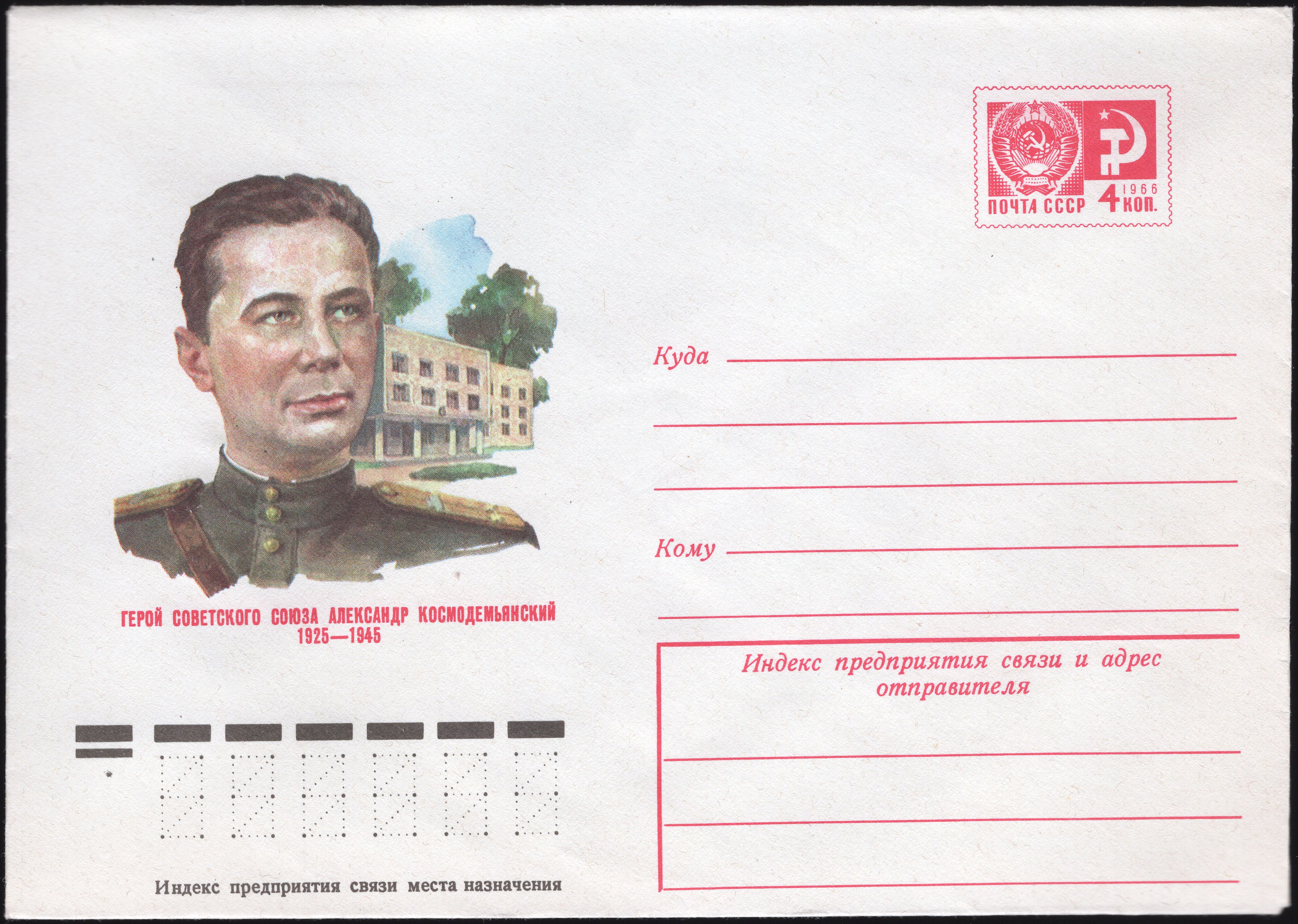
А. Космодемьянский на почтовом конверте СССР, 1975 год.

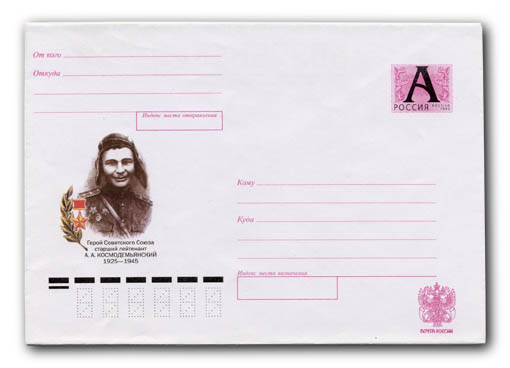
А. Космодемьянский на почтовом конверте России, 2000 год.

Алекса́ндр Анато́льевич «Шу́ра» Космодемья́нский (27 июля 1925, село Осино-Гай, Тамбовская губерния, РСФСР, СССР — 13 апреля 1945, н.п. Фирбрюдеркруг, рядом с  Метгетеном, Восточная Пруссия, Нацистская Германия) — Герой Советского Союза. Член ВКП(б) с 1945 года. Младший брат Зои Космодемьянской.

## Биография
Родился 27 июля 1925 года в селе Осино-Гай (ныне Гавриловский район, Тамбовская область) в семье учителей.

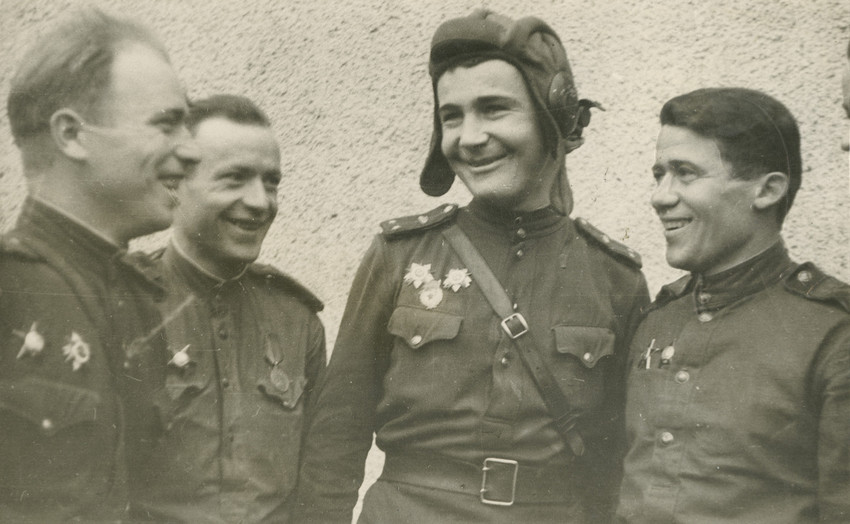
Восточная Пруссия, 4 января 1945 г. Гвардии лейтенант Александр Космодемьянский среди боевых товарищей - истребителей вражеских танков. Космодемьянский А. - второй справа.

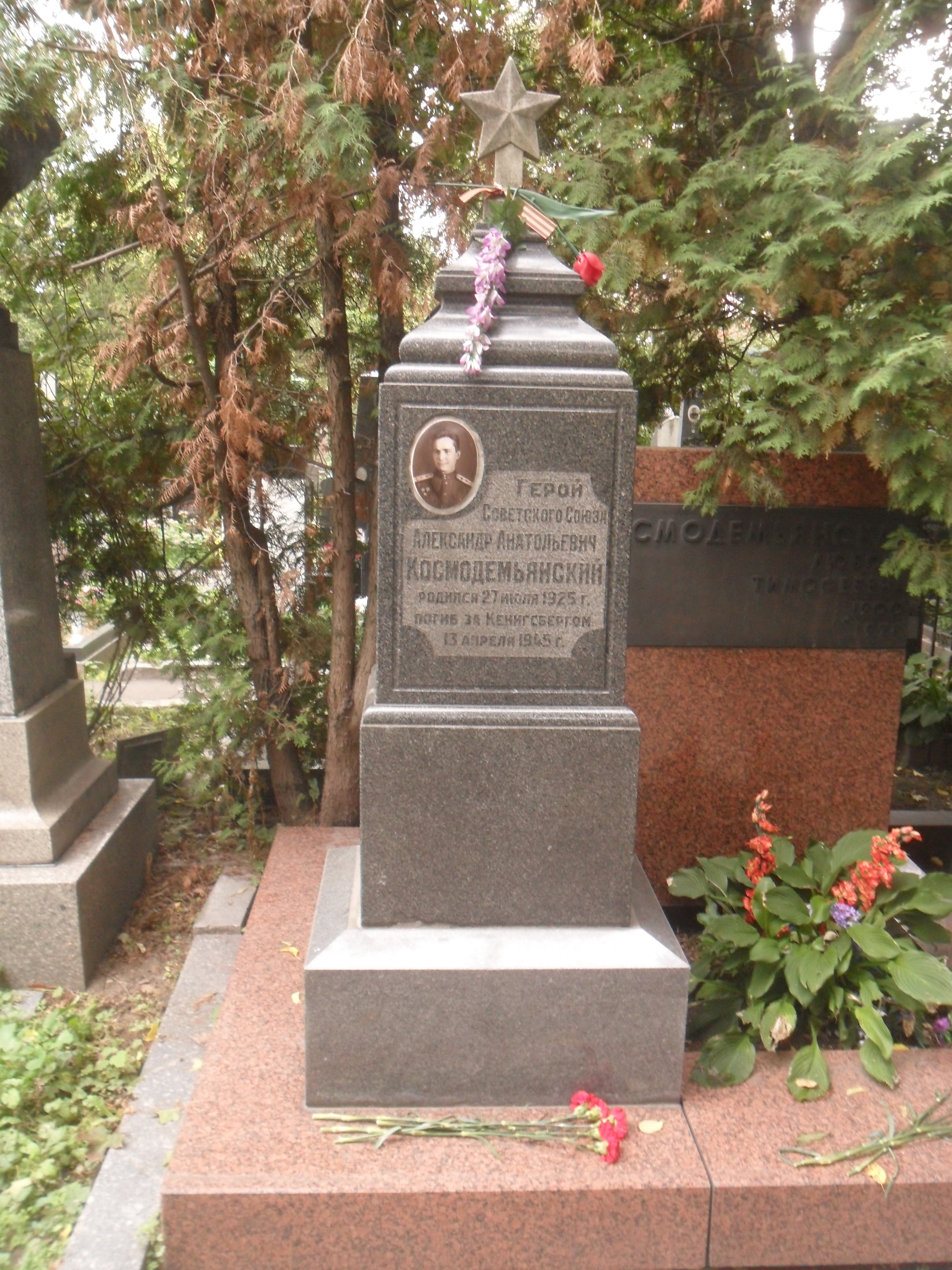
Могила Космодемьянского на Новодевичьем кладбище Москвы.

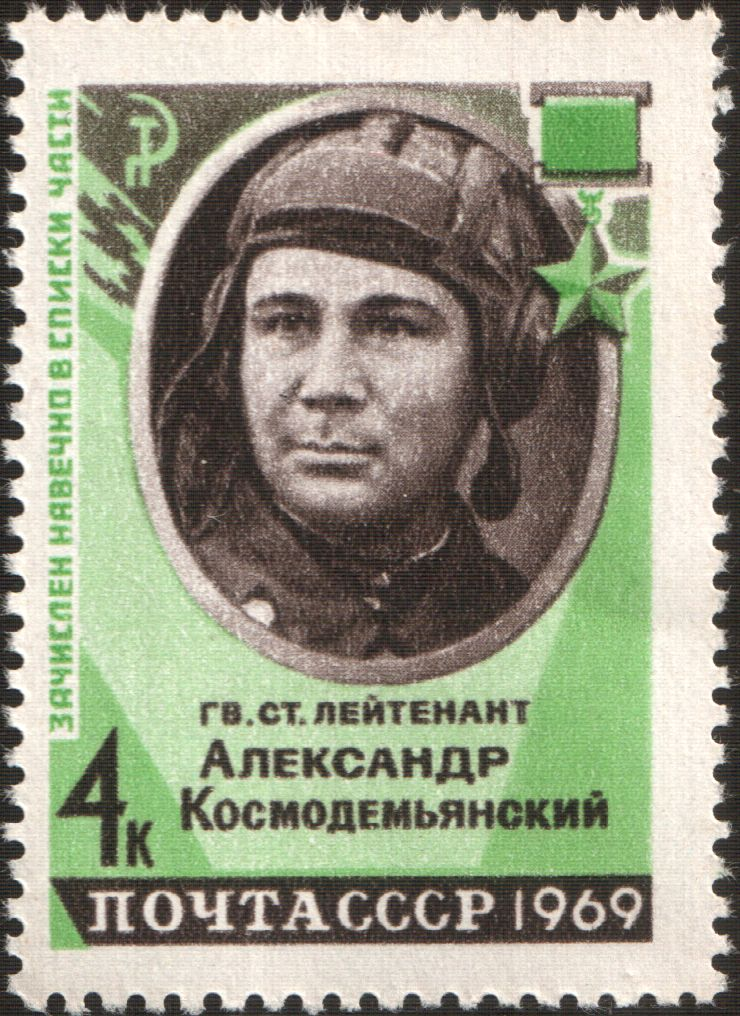
Советский Союз 1969 CPA 3727 марка

В 1930 году семья переехала в Москву, где Александр окончил 10 классов школы № 201.
Ушёл на фронт после казни фашистами своей сестры Зои. Находясь на фронте, стремился отыскать палачей своей сестры.
Александр пытался отправиться на фронт в возрасте всего 16 лет. В возрасте неполных 17 лет в апреле 1942 года его просьба была удовлетворена и Александра призвали в армию. 1 апреля 1943 года он окончил 1-е Ульяновское Краснознаменное танковое училище имени В.И. Ленина с присвоением воинского звания  лейтенант. Поскольку подвиг Зои был широко известен, то юноше-мстителю дали тяжёлый танк КВ, на котором сделал надпись «За Зою».
На фронтах Великой Отечественной войны оказался с октября 1943 года. В реальных боевых действиях стал принимать участие с 18 лет, получив боевое крещение 21 октября 1943 года под Оршей в составе 42-й гвардейской тяжёлой танковой бригады. В том бою экипаж Александра уничтожил 10 блиндажей, несколько орудий, самоходную установку, до роты солдат противника и проложил проход для собственной пехоты.
Позже участвовал в освобождении Белоруссии и Прибалтики, в прорыве рубежей немецкой обороны в Восточной Пруссии.
Известен не просто подвигами во время штурма Кёнигсберга, а выигрышем локальных боёв, переходящих в оперативный успех войск. 6 апреля 1945 Александр в Кёнигсберге на тяжелом танке КВ самостоятельно форсировал канал Ландграбен, уничтожив там батарею фашистов и удерживал плацдарм до создания переправы войск.
После этого получил звание гвардии старшего лейтенанта и был назначен командиром батареи ИСУ-152 350-го гвардейского тяжёлого самоходного артиллерийского полка (43-я армия, 3-й Белорусский фронт).
8 апреля в бою северо-западнее Кёнигсберга его батарея, преодолев минное поле и плотный заградительный огонь, первой прорвалась в форт «Королева Луиза» и, нанеся значительный урон противнику мощным огнём, принудила гарнизон форта к капитуляции. В плен сдались 550 солдат, также советским воинам достались 9 исправных танков и склады.
В бою 12 апреля 1945 года у населённого пункта Метгетен его батарея подбила 2 самоходных орудия врага, уничтожила 18 дзотов и укреплённых зданий с гарнизонами врага, истребила до 50 солдат противника.
13 апреля 1945 года в бою с противотанковой батареей на северо-западе Кёнигсберга уничтожил 4 орудия и около роты пехоты, а после того как его САУ была подбита, при поддержке других САУ под его командованием вступил в стрелковый бой с оставшейся пехотой нацистов и захватил ключевой опорный пункт в городке Фирбрюдеркруг (нем. Vierbrüderkrug) на Земландском полуострове западнее нынешнего Калининграда. В этом бою был смертельно ранен.
Похоронен в Москве на Новодевичьем кладбище напротив могилы сестры (участок № 4).

## Память
- Приказом МО РФ № 112 от 05.03.1998 г. Навечно зачислен в списки 2-го ракетного дивизиона войсковой части 52009[4].
- В Калининграде установлен бюст Героя. На 14-м километре шоссе Калининград—Балтийск сооружён мемориал, на котором высечены слова: «Здесь 13 апреля 1945 года в бою с фашистскими захватчиками погиб Герой Советского Союза гвардии старший лейтенант Александр Космодемьянский».
- В честь Александра Космодемьянского назван посёлок в составе Калининграда.
- 30 июня 1977 года в честь Александра Космодемьянского малой планете, открытой Т. М. Смирновой 30 августа 1970 года в Крымской астрофизической обсерватории было присвоено наименование (1977) Шура[5][6].
- В районах Коптево и Войковский города Москвы находится Улица Зои и Александра Космодемьянских, где Героям установлена стела.
- Именем Александра Космодемьянского названа улица в Тамбове.

## Награды
- Звание Героя Советского Союза Александру Анатольевичу Космодемьянскому присвоено посмертно указом Президиума Верховного Совета СССР от 29 июня 1945 года;
- орден Ленина (29.6.1945 — посмертно);
- орден Отечественной войны I степени (6.7.1944);
- орден Отечественной войны II степени (18.5.1944; был представлен к ордену Красного Знамени).